# Французький багет

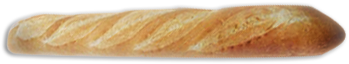
Французька булка

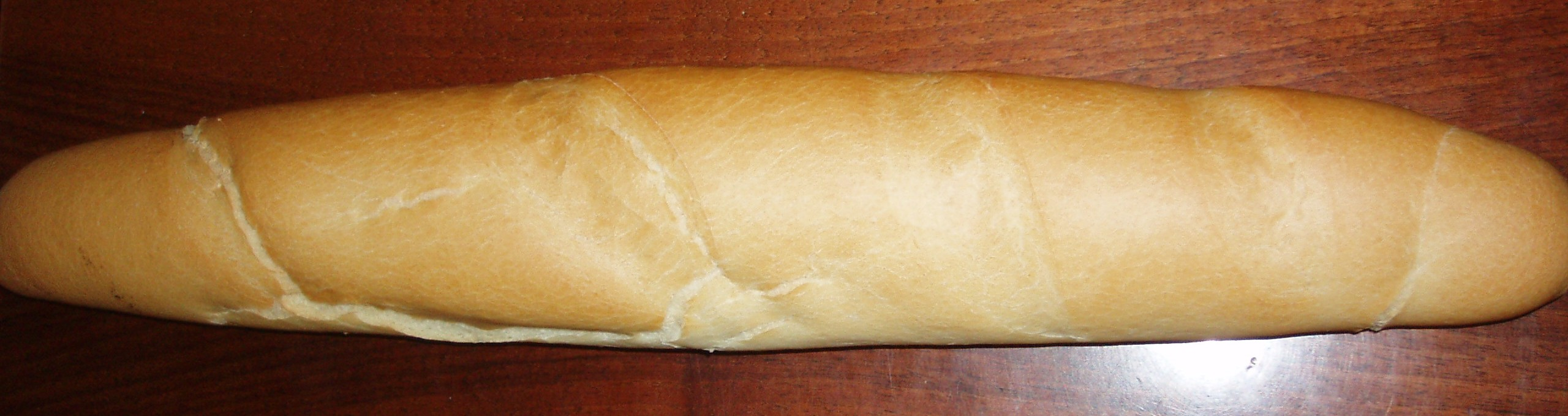
Багет з київського супермаркету

Баге́т, також францу́зька бу́лка, французький багет (фр. baguette (de pain) — традиційний французький хлібо-булочний виріб.

## Опис
Французька булка (багет) — це довга і відносно тонка (невелика в діаметрі) булка білого хліба, м'якого всередині, і обов'язково з хрусткою скоринкою, іноді присипаного борошном чи якимось насінням.
Зазвичай багет близько 50–70 см завдовжки, 5–6 см завширшки і 3–4 см завтовшки. Вага становить приблизно 250 г.
Багет потребує менше часу для піднімання тіста і випікання, ніж звичайний хліб, і в принципі розрахований на термінове споживання, оскільки має властивість швидко черствіти. Зазвичай французьку булку не ріжуть ножем, а ламають руками.

## Історія і сучасність
Французька булка, попри поширену думку про її традиційність і давнину, є відносно пізнім винаходом — поширення вона набула у 1920-х роках, коли оригінальний рецепт її випікання винайшли паризькі пекарі під тиском нормативного акту, що забороняв їм починати роботу до четвертої ранку, відтак часу на замішування і виготовлення традиційних круглих хлібин було обмаль. Дуже швидко багет полюбився не лише парижанам та мешканцям інших французьких міст, а й став справжнім символом Франції і набув популярності у всьому світі.
І дотепер у Парижі щодня продається понад півмільйона багетів. Паризька французька булка є еталонною, вона важить рівно 200 г. Тісто для неї складається з борошна (лише пшеничного), солі, води і дріжджів, яке замішується близько 10 хвилин, потім відстоюється близько 20 хвилин, а тоді його розділяють на довгі хлібини, на поверхні яких роблять три насічки ножем і залишають ще на 40 хвилин для того, щоб тісто піднялося, і нарешті поміщають до печі, де булки випікаються чверть години. Зразковим є продаж багетів ще гарячих, прямо «з печі».
В Україні (тоді УРСР), зокрема, у Києві, з французькими булками «познайомилися» у середині 1980-х, коли вони (вироблені в кооперативних приватних пекарнях) з'явилися в комерційному продажі на противагу державному хлібу. Багет відразу став популярним у киян і правив скоріше за ласощі, ніж за звичайний хліб. Тоді в місті було лише декілька «точок» з продажу французьких булок (одна з них у колишньому Печерському універсамі), в яких з'являлися довжелезні черги. Вже на початку 1990-х багети стали звичайною справою для українців.

## Види багетів
На «батьківщині» багета, у Франції, можна придбати декілька його видів, що відрізняються за формою і смаковими властивостями:
- традиційний багет (baguette tradition або une tradition);
- селянський багет (baguette de campagne);
- багет патрона, тобто за особливим рецептом пекаря (baguette du patron);
- тонкий багет (ficelle, досл. «ниточка») тощо

Чимало пекарів роблять багети різної форми, з додатками, пропікаючи у різний спосіб з метою задоволення смакових потреб своїх клієнтів. Нерідко спосіб випікання або рецептура є своєрідним ноу-хау пекарів.